# Clara Abellán García
 Clara Abellán García (Alacant, 20 de setembre de 1956) és una política valenciana, diputada a les Corts Valencianes en la IV Legislatura.
Treballà com a infermera del Servei Valencià de Salut destinada a l'Hospital General Universitari d'Alacant. Militant del Partido Popular, en fou vicesecretària provincial de formació d'Alacant fins a 1995 i secretària de formació en 2004.
Fou elegida diputada a les eleccions a les Corts Valencianes de 1995, on fou vocal de la Comissió de la Dona de les Corts Valencianes. Fou directora general de la Dona de la Conselleria de Benestar Social de la Generalitat Valenciana, càrrec que va ocupar fins a juny de 2003.
En 2013 ha estat imputada en la trama Gürtel per actes de quan era directora general. Va ser desestimat ja que en el moment de la contratació, Clara Abellán estava de baixa.